# Mtonia glandulifera
 Mtonia glandulifera  Beentje, 1999 è una specie di piante angiosperme dicotiledoni della famiglia delle Asteraceae, sottofamiglia Asteroideae,  tribù Astereae (Bellis lineage) e sottotribù Grangeinae.  Mtonia glandulifera è anche l'unica specie del genere  Mtonia  Beentje, 1999.

## Etimologia
Il nome scientifico della specie è stato definito dal botanico Henk Jaap Beentje (1951-) nella pubblicazione " Kew Bulletin. Kew, England" ( Kew Bull. 54(1): 97) del 1999. Il nome scientifico del genere è stato definito nella stessa pubblicazione.

## Descrizione
Portamento. La specie di questa voce ha un habitus di tipo erbaceo annuale con superfici densamente ghiandolose.
Fusto. La parte aerea è eretta, semplice o ramosa. 
Foglie. Le foglie sono disposte in modo alternato e sessile. La lamina, intera, varia da strettamente ellittica a lanceolata.
Infiorescenza. Le sinflorescenze sono composte da alcuni capolini raccolti in sciolte formazioni corimbose. Le infiorescenze vere e proprie sono composte da un capolino terminale brevemente peduncolato (ricoperto da ghiandole stipitate) di tipo radiato con fiori eterogami. I capolini sono formati da un involucro, con forme da cilindriche a campanulate, composto da diverse brattee, al cui interno un ricettacolo fa da base ai fiori di due tipi: fiori del raggio e fiori del disco. Le brattee, non carenate, con forme oblungo-lanceolate e a consistenza erbacea, sono disposte in modo più o meno embricato su 2 - 3 serie. Il ricettacolo può essere sia nudo che con pagliette a protezione della base dei fiori; la forma varia da convessa a toroidale. I capolini sono alti 3 - 4 mm.
Fiori.  I fiori sono tetra-ciclici (formati cioè da 4 verticilli: calice – corolla – androceo – gineceo) e pentameri (calice e corolla formati da 5 elementi). Si distinguono in:
- fiori del raggio (esterni): da 30 a 40 per capolino; sono femminili e sono disposti su 2 - 3 serie; la forma è ligulata (zigomorfa);
- fiori del disco (centrali): sono numerosi con forme brevemente tubulose (attinomorfe); sono ermafroditi o funzionalmente maschili.

- Formula fiorale:

*/x K {\displaystyle \infty }, [C (5), A (5)], G 2 (infero), achenio
- Calice: i sepali del calice sono ridotti ad una coroncina di squame.

- Corolla:

- fiori del raggio: la forma della corolla alla base è più o meno tubulosa-imbutiforme, mentre all'apice le ligule, erette, sono appena sporgenti l'involucro; il colore è giallo;
- fiori del disco: la forma è strettamente tubulare terminante in 5 lobi più o meno deltati e punteggiati di ghiandole; il colore è giallo.

- Androceo: l'androceo è formato da 5 stami sorretti da filamenti generalmente liberi; gli stami sono connati e formano un manicotto circondante lo stilo; le teche (produttrici del polline) alla base sono troncate e sono lievemente auricolate (molto raramente sono speronate o hanno una coda); le appendici apicali delle antere hanno delle forme piatte e lanceolate; il tessuto endoteciale (rivestimento interno dell'antera) è quasi sempre polarizzato (con due superfici distinte: una verso l'esterno e una verso l'interno). Il polline è sferico con un diametro medio di circa 25 micron;  è tricolporato (con tre aperture sia di tipo a fessura che tipo isodiametrica o poro) ed è echinato (con punte sporgenti).[9][11]

- Gineceo: l'ovario è infero uniloculare formato da 2 carpelli.[5] Lo stilo (il recettore del polline) è profondamente bifido (con due stigmi divergenti) e con le linee stigmatiche marginali separate.[12] I due bracci dello stilo hanno una forma deltoide e possono essere papillosi o ricoperti da ciuffi di peli.

Frutti. I frutti sono degli acheni con pappo; in alcune specie è presente un certo dimorfismo (gli acheni dei fiori del raggio differiscono dagli acheni dei fiori del disco);
- achenio: gli acheni, con forme compresse e con due nervature laterali, sono setolosi; la parete dell'achenio è formata da celle contenenti rafidi ma prive di fitomelanina; il carpoforo normalmente è anulare; le setole talvolta hanno delle punte a forma di ancora;
- pappo: il pappo è formato da un minuto anello dentato.

## Biologia
Impollinazione: tramite insetti (impollinazione entomogama tramite farfalle diurne e notturne).

Riproduzione: la fecondazione avviene fondamentalmente tramite l'impollinazione dei fiori.

Dispersione: i semi cadono a terra e vengono dispersi soprattutto da insetti come formiche (disseminazione mirmecoria). Un altro tipo di dispersione è zoocoria: gli uncini delle brattee dell'involucro (se presenti) si agganciano ai peli degli animali di passaggio che portano così i semi anche su lunghe distanze. Inoltre per merito del pappo il vento può trasportare i semi anche per alcuni chilometri (disseminazione anemocora).

## Distribuzione e habitat
La specie di questa voce è distribuita in Tanzania.

## Sistematica
La famiglia di appartenenza di questa voce (Asteraceae o Compositae, nomen conservandum) probabilmente originaria del Sud America, è la più numerosa del mondo vegetale, comprende oltre 23.000 specie distribuite su 1.535 generi, oppure 22.750 specie e 1.530 generi secondo altre fonti (una delle checklist più aggiornata elenca fino a 1.679 generi). La famiglia attualmente (2021) è divisa in 16 sottofamiglie; la sottofamiglia Asteroideae è una di queste e rappresenta l'evoluzione più recente di tutta la famiglia.

### Filogenesi
La tribù Astereae (una delle 21 tribù della sottofamiglia Asteroideae) comprende circa 40 sottotribù. In base alle ultime ricerche nella tribù sono stati individuati (provvisoriamente) 5 principali lignaggi:
- Basal grade: include alcuni generi isolati, il gruppo "South American-Oceania",  alcune sottotribù africane e il gruppo dei generi legnosi del Madagascar.
- Bellis lineage: comprende le sottotribù eurasiatiche e una sottotribù africana.
- Aster lineage: include i generi asiatici di Asterinae e i principali gruppi dell'Australia e dell'Oceania.
- Baccharis lineage: include alcuni gruppi sudamericani.
- North American lineage: include la vasta gamma di sottotribù del Nordamerica, Messico e alcuni gruppi distribuiti nel Sudamerica.

Il genere  Mtonia (insieme alla sottotribù Grangeinae) è incluso nel lignaggio "Bellis lineage" relativo agli areali dell'Africa, Madagascar e Asia sud-est. La sottotribù Grangeinae è divisa in tre gruppi: un gruppo eterogeneo, uno denominato "Psiadia group" e alcuni taxa Incertae sedis. Il genere di questa voce è incluso nel primo gruppo.
I caratteri distintivi della specie  Mtonia glandulifera sono:
- le foglie sono intere e semplici;
- la corolla dei fiori femminili è di tipo radiato;
- il ricettacolo ha delle forme convesse o toroidali.